# Uracoa
Uracoa es una población rural del Estado Monagas, Venezuela. Es la capital del municipio Uracoa, fundada en 1784 por el fraile José de Manzanera.

## Toponimia
Uracoa es una voz de los pueblos originarios, con la que se designa a un instrumento de labranza utilizado por los originarios en las tareas del campo. Es un palo aguzado y endurecido en la punta mediante el fuego, similar a un azadón o a una chícura. En la región de Uracoa y en toda la llanura del sur del estado Monagas, también se utilizaba una versión más pequeña de este instrumento para extraer los gusanos de las heridas de los animales. El término "Ura", significa gusano de las llagas de los animales, y el término "Coa" significa el instrumento antes descrito.

## Historia
En 2012, Uracoa también se vio afectada por el derrame petrolero que ocurrió en Jusepin.En julio de 2024, el emblemático árbol de "ceiba" en la plaza Bolívar de la localidad, donde historiadores y habitantes afirma que reposo Simón Bolívar -El Libertador-, sufrió una caída.

## Educación
La localidad cuenta con varias instituciones educativas. La institución más conocida es la Escuela Luis Beltrán Prieto Figueroa, fundada el 10 de junio de 2003.

## Cultura
En diciembre de 2023, por medio de la Fundación Movimiento por la Paz y la Vida y el Movimiento Corazón Urbano, se llevó a cabo el Festival Uracoa tiene talento, donde los participantes demuestran sus habilidades en las categorías de canto, baile y danza.

## Lugares de interés
- Plaza Bolívar, donde se realizan los eventos importantes de la ciudad.[6]